# Gustav Adolf Wolff
Gustav Adolf Wolff (auch: Adolf Wolff, *  17. September 1819 in Lemgo; † 17. November 1878 in Köln) war ein deutscher Journalist und Verleger.

## Leben
Gustav Adolf Wolff war ein Sohn des Lemgoer Postmeisters Heinrich Daniel Wolff (1790–1836). Sein jüngerer Bruder war der Kaufmann und Mäzen August Louis Wolff (1825–1911). Wolff studierte in Jena und Heidelberg Rechtswissenschaften und wirkte nach seiner Rückkehr nach Lemgo bei verschiedenen Zeitungen als Journalist. Im März 1848 war er einer der Redakteure der ‚Wage‘, die er jedoch im Juni verließ, um ab November Mitredakteur des demokratischen Blattes ‚Der Volksfreund‘ zu werden (ab Anfang 1849 bis zum Verbot der Zeitung im Juni 1850 war Wolff alleiniger Redakteur). Bis 1862 war er Redakteur der ‚Westfälischen Zeitung‘ in Düsseldorf und Köln.
G. A. Wolff nahm auch, soweit es sich aus einem Eintrag unter dem Namen im Verzeichnis der Teilnehmer schließen lässt, für den Arbeiter-Verein in Hamm am zweiten Demokratenkongress in Berlin im Oktober 1848 teil.
In einem im Jahr 1850 eröffneten Strafverfahren wegen eines im ‚Volksfreund‘ erschienenen Artikels wurde der Redakteur Gustav Adolf Wolff zu einer sechsmonatigen Zwangsarbeitsstrafe verurteilt, die er im Jahre 1851 in Detmold verbüßte.

## Veröffentlichungen
- Papstthum, Cölibat und Ohrenbeichte: Ein freies Wort an das deutsche Volk. Von G. A. W. Breslau: C. J. A. Günther, 1845 (Google Books).
- Berliner Revolutions-Chronik: Darstellung der Berliner Bewegungen im Jahre 1848 nach politischen, socialen und literarischen Beziehungen. 
  - Erster Band: Gustav Hempel, Berlin 1851 (Google Books).
  - Zweiter Band: Gustav Hempel, Berlin 1852 (Google Books).
  - Dritter Band: Gustav Hempel, Berlin 1854 (Google Books).
- Geschichte der preußischen National-Versammlung und der gleichzeitigen Berliner Bewegungen, Gustav Hempel, Berlin 1851 (Google Books).